# Nesophlox lyrura
El colibrí de Inagua (Nesoflox lyrura) —anteriormente Calliphlox lyrura— es una especie de ave apodiforme de la familia Trochilidae —los colibríes— una de las dos pertenecientes al género Nesophlox. Es endémica de las islas Inagua en el archipiélago de las Bahamas.

## Distribución y hábitat
Se encuentra únicamente en las islas Gran y Pequeña Inagua en el sur del archipiélago de las Bahamas.
La especie está presente en todos los hábitats de las islas, incluidos los matorrales de dunas, las zonas ribereñas de agua dulce, así como en jardines y parques. Sin embargo, suele estar ausente de los manglares, al menos durante la estación seca.

## Sistemática

### Descripción original
La especie N. lyrura fue descrita por primera vez por el ornitólogo británico John Gould en 1869 bajo el nombre científico Doricha lyrura; su localidad tipo es: «isla Inagua, Bahamas».

### Etimología
El nombre genérico femenino «Nesophlox» se compone de las palabras del griego «nēsos» que significa ‘isla’, y «phlox» que significa ‘fuego, llama’; y el nombre de la especie «lyrura», se compone de las palabras del griego «lura» que significa ‘lira’, y «ouros» que significa ‘cola’.

### Taxonomía
Fue tratada como especie separada del colibrí de las Bahamas Nesophlox evelynae por Charles B. Cory en sus obras de 1880 y 1918, y por Walter Edmond Clyde Todd en 1942, pero fue agrupada con N. evelynae por James Bond y James Lee Peters en 1945. Basándose en diferencias morfológicas, vocales y genéticas, el Comité de Clasificación de Norte y Mesoamérica (N&MACC) aprobó la propuesta 2015-B-8 y elevó la población de Inagua al rango de especie.
Los estudios filogenéticos demostraron que las entonces especies Calliphlox evelynae y Calliphlox lyrura, formaban un clado con los géneros Mellisuga y Archilochus, por lo que fueron transferidas para el presente género Nesophlox resucitado; por otro lado las entonces especies Calliphlox bryantae y C. mitchellii formaban un clado con los géneros Eulidia, Microstilbon y Chaetocercus, por lo que fueron transferidas para un género resucitado Philodice.
Es monotípica.